# نصرت حقبرست
نصرت حقبرست (مواليد 22 أغسطس 1995) هو مُقاتل فنون قتالية مختلطة ألماني.

## وصلات خارجية
- نصرت حقبرست على موقع يو إف سي (الإنجليزية)
- نصرت حقبرست على موقع شيردوغ (الإنجليزية)
- نصرت حقبرست على موقع Tapology.com (الإنجليزية)
- نصرت حقبرست على موقع IMDb (الإنجليزية)
- نصرت حقبرست على موقع قاعدة بيانات الفيلم (الإنجليزية)